# Активна оптика

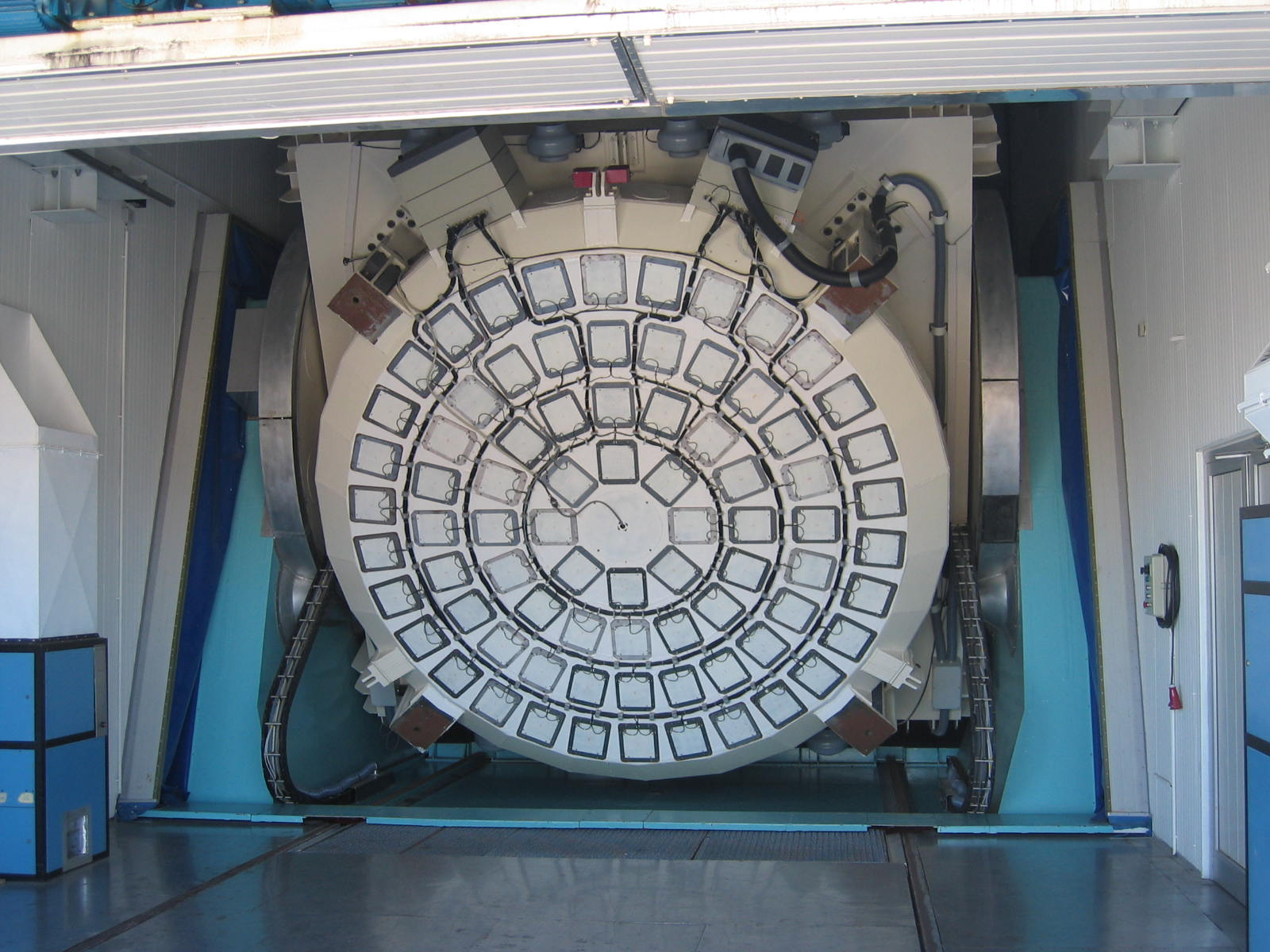
Первинне дзеркало з активною оптикою, що використовується на Телескопі нової технології в обсерваторії Ла Сілья (Чилі).

Акти́вна о́птика — технологія, що застосовується на великих рефлекторних телескопах для підтримки (коригування) форми дзеркал.

## Історія
Технологія заснована на ідеях, які сформулював Горес Бебкок 1953 року. 
Однак їх технічне втілення стало можливим лише в 1970-х роках. 
Однією з перших спроб став телескоп AST-1200 («Синтез»), встановлений у Кримській астрофізичній обсерваторії. Утім, реалізацію не було завершено, а після розпаду СРСР телескоп законсервували.  
Вперше технологію реалізували фахівці Європейської південної обсерваторії: спочатку на 3,5-метровому Телескопі нової технології в обсерваторії Ла-Сілья (1989), потім — на 10-метровому телескопі Кека обсерваторії Мауна-Кеа (1992). 
Надалі активна оптика впроваджувалася на Північному оптичному телескопі, Дуже великому телескопі, телескопі Субару й телескопах Джеміні.
На початку 2000-х систему активної оптики впровадили на субміліметрових телескопах Калтецької обсерваторії.

## Принцип дії
Телескопи нового покоління, побудовані після 1980 р., використовують дуже великі первинні дзеркала, форма яких викривлюється під дією гравітації, механічних напружень конструкції, перепадів температури, вітрового навантаження тощо.  Дзеркала можуть бути не суцільними, а сегментованими (складатися з багатьох невеликих дзеркал). За допомогою набору актюаторів (англ. actuators), які керуються комп'ютером, підтримується оптимальна форма дзеркала. 
Сучасні комп'ютеризовані системи керування здатні підтримувати оптимальну форму дзеркала в динамічному режимі, майже миттєво реагуючи на зміни характеристик світлового потоку. На початку XX-го сторіччя системи керування почали поділяти за швидкодією:
- системи з повільною корекцією (частота до 5 Гц) вважають активною оптикою;
- швидкодійні системи (із частотою понад 5 Гц) виділяють у категорію адаптивної оптики

## Інші застосування
Складні лазерні установки та інтерферометри також можна стабілізувати за допомогою аналогічної технології.
Мала частина променів втрачається при проходженні напрямних дзеркал; для вимірювання положення лазерного променя і для вимірювання його напрямку (в фокальній площині за лінзою) використовуються спеціальні діоди. Систему можна зробити менш чутливою до шумів за допомогою ПІД-регулятора. Для імпульсних лазерів контролер повинен бути співвіднесений з частотою повторення. Безперервний промінь можна використовувати для забезпечення смуг стабілізації (проти вібрацій, турбулентності повітря, акустичних шумів) шириною 10 кГц для лазерів з низькою частотою повторення.
У деяких випадках доводиться вносити зміни в інтерферометр Фабрі-Перо для використання на конкретній довжині хвилі. Відбите світло виділяється за допомогою пристрою повороту площини поляризації на ефекті Фарадея і поляризатора. Малі зміни довжини хвилі спадного випромінювання, що створюється акустооптичним модулятором, або інтерференція з деякою кількістю спадного випромінювання дають інформацію про те, чи є інтерферометр занадто довгим або занадто коротким.